# Campeonato do Mundo de Hóquei em Patins Masculino de 1968
O Campeonato Europeu de 1968 foi a 18.ª edição do Campeonato do Mundo de Hóquei em Patins .

## Resultados
|      | Equipe         | Pts | J | V | E | D | GM | GS | DG  |
| ---- | -------------- | --- | - | - | - | - | -- | -- | --- |
| 1.º  | Portugal       | 18  | 9 | 9 | 0 | 0 | 92 | 6  | 86  |
| 2.º  | Espanha        | 15  | 9 | 7 | 1 | 1 | 57 | 12 | 45  |
| 3.º  | Argentina      | 13  | 9 | 5 | 3 | 1 | 26 | 13 | 13  |
| 4.º  | Itália         | 12  | 9 | 6 | 0 | 3 | 34 | 17 | 17  |
| 5.º  | Holanda        | 10  | 9 | 4 | 2 | 3 | 33 | 28 | 5   |
| 6.º  | Estados Unidos | 7   | 9 | 3 | 1 | 5 | 27 | 30 | -3  |
| 7.º  | Alemanha       | 7   | 9 | 3 | 1 | 5 | 30 | 32 | -2  |
| 8.º  | Suíça          | 6   | 9 | 3 | 0 | 6 | 15 | 42 | -27 |
| 9.º  | Nova Zelândia  | 2   | 9 | 1 | 0 | 8 | 13 | 86 | -73 |
| 10.º | Japão          | 0   | 9 | 0 | 0 | 9 | 16 | 77 | -61 |

|                | Países Baixos | Estados Unidos | Espanha | Argentina | Japão | Suíça | Alemanha | Itália | Nova Zelândia | Portugal |
| -------------- | ------------- | -------------- | ------- | --------- | ----- | ----- | -------- | ------ | ------------- | -------- |
| Holanda        |               |                |         |           |       |       |          |        |               |          |
| Estados Unidos | 3-3           |                |         |           |       |       |          |        |               |          |
| Espanha        | 8-2           | 3-0            |         |           |       |       |          |        |               |          |
| Argentina      | 1-1           | 4-2            | 2-2     |           |       |       |          |        |               |          |
| Japão          | 0-11          | 4-5            | 4-15    | 1-3       |       |       |          |        |               |          |
| Suíça          | 2-3           | 3-2            | 0-8     | 0-1       | 4-2   |       |          |        |               |          |
| Alemanha       | 1-2           | 3-4            | 0-7     | 1-1       | 4-1   | 7-1   |          |        |               |          |
| Itália         | 3-0           | 6-1            | 1-3     | 2-3       | 4-2   | 4-2   | 3-2      |        |               |          |
| Nova Zelândia  | 2-11          | 1-10           | 1-10    | 1-10      | 5-1   | 0-3   | 3-10     | 0-10   |               |          |
| Portugal       | 8-0           | 3-0            | 2-1     | 3-1       | 26-1  | 15-0  | 10-2     | 4-1    | 21-0          |          |